# Flumendosa
Il Flumendosa (in sardo Frumendosa) è un fiume che scorre nella Sardegna centro-meridionale. Con una lunghezza di 127 km è il secondo fiume della Sardegna dopo il Tirso, ma primo per portata media annua alla foce (22 m³/s). Il fiume era denominato Saeprus dai Romani.

## Percorso
Nasce nel massiccio del Gennargentu, in territorio di Lanusei, sulle pendici est del Monte Armidda (1270 m s.l.m.), a sud-est di Punta La Marmora. Dopo aver attraversato il territorio di Arzana, il fiume si getta nel Lago Alto del Flumendosa (o Lago Bau Muggeris). Il percorso naturale dell'acqua prosegue nei territori di Aritzo, Gadoni,  Seulo e Sadali per poi gettarsi nel Lago Basso del Flumendosa nei territori di Villanova Tulo, Nurri e Orroli. Continua quindi il suo percorso nei territori di Esterzili, Escalaplano, Goni, Ballao, Armungia, Villasalto e San Vito (tutti nella provincia del Sud Sardegna), fino a sfociare nel mar Tirreno a Villaputzu, nella provincia del Sud Sardegna.

Dal lago Alto del Flumendosa, parte delle acque sono convogliate nel lago artificiale di Sa Teula, da cui defluiscono in mare, sfociando a 50 km. più a nord della foce naturale.
Il bacino idrografico ha una superficie di 1.775 km².

## Laghi artificiali

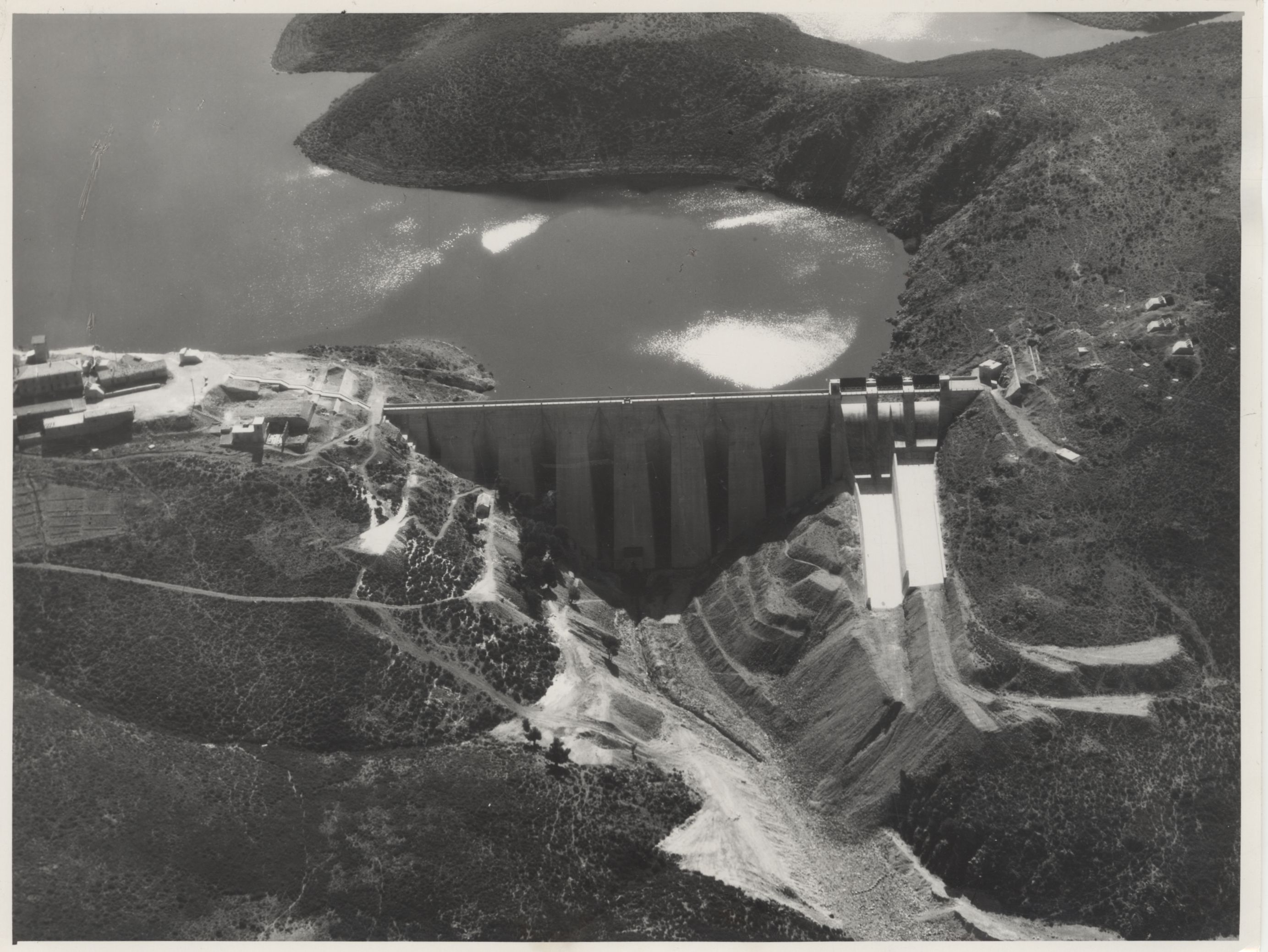
La diga di Bau Muggeris sul fiume Flumendosa. Foto del 1969 dall'Archivio storico del Touring Club Italiano.

Il Flumendosa e i suoi affluenti sono regolati dai numerosi bacini, che concorrono a mantenere sempre una portata costante.
Il suo percorso è sbarrato in due diversi punti da imponenti dighe. Il primo sbarramento, realizzato tra il 1948 ed il 1949 nella gola di Bau Muggeris, a 801 m s.l.m., forma il Lago Alto del Flumendosa (lungo 6 km e largo 1,50 km e con una capacità di 61 milioni di metri cubi). Le acque sono utilizzate per la produzione di energia elettrica in tre centrali sotterranee collegate tramite gallerie e condotte forzate; parte delle acque sono deviate dal percorso naturale e convogliate nel lago artificiale di Sa Teula, a est di Villagrande Strisaili, ad una quota di 240 m.s.l.m.. Da qui sono inviate nella sottostante piana di Tortolì, per l'irrigazione dei vasti comprensori circostanti.

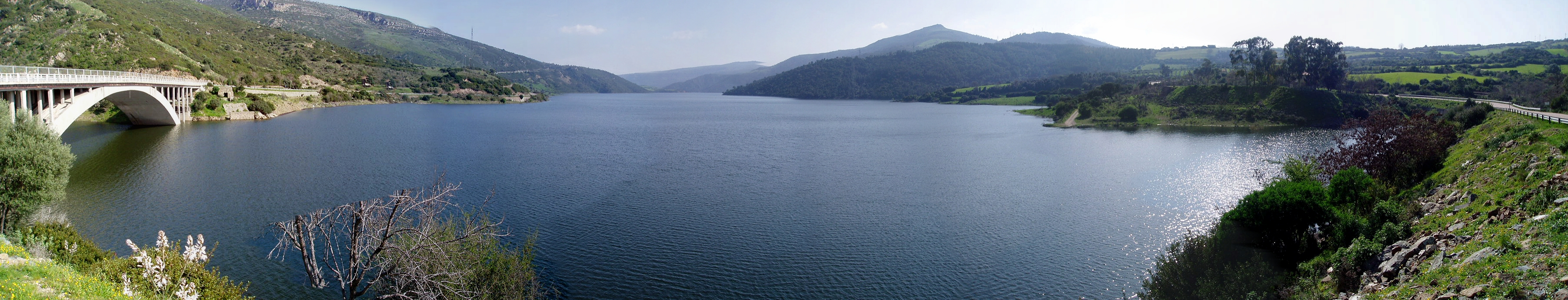
Lago Basso

La seconda diga, a 268 metri s.l.m., all'altezza del Nuraghe Arrubiu, forma il lago Basso del Flumendosa. Molto più grande del primo lago, misura 17 km di lunghezza ed è largo 500 m circa. Ha una capienza di 317 milioni di metri cubi, ed è stato realizzato nel 1952, per produzione di energia elettrica e l'irrigazione del Campidano. Una galleria lunga 6 km, lo collega al vicino lago Mulargia.
Dal lago Mulargia ha inizio un sistema di condotte idriche, parte in galleria e parte in superficie, che porta l'acqua fino al Campidano di Cagliari; tale acqua è utilizzata per irrigare la fertile pianura e per approvvigionare di acqua potabile la città di Cagliari ed una quarantina di centri minori. Durante il suo percorso, alimenta anche le centrali idroelettriche di Uvini e di S.Miali.

## Fauna ittica
Tra le specie ittiche che abitano nel lago medio del Flumendosa vi è l'agone (Alosa agone).

## Erosione
Scorre in profonde e spettacolari valli scavate nella roccia ed attraversa fitte foreste in un susseguirsi di ambienti naturali molto diversi tra loro. Nel corso dei millenni ha scavato in profondità la parte meridionale del massiccio del Gennargentu separandolo a sud dal monte Perdedu e dal Monte Santa Vittoria e dividendo ad ovest l'altopiano del Sarcidano dai tacchi di Seulo, di Sadali e dal tacco "Orborèdu" di Esterzili. Molto spettacolari e suggestive sono le altissime falesie opera dell'erosione dei suoi affluenti sulle rocce calcaree che hanno creato anche profonde valli dalle quali si possono ammirare i cosiddetti tacchi.

## Affluenti
Il Flumendosa riceve molti affluenti; i più importanti sono:

### Da sinistra
- rio Narbonionniga;
- fiume Flumineddu;
- rio Nuluttu;
- rio Gruppa;
- rio Nanni Lai.

### Da destra
- rio Arrudopiu;
- rio Calaresu;
- rio Frusca;
- rio Talanusè;
- rio Mulargia;
- rio "na lai";
- rio Bintinoi;
- rio Spigulu;
- rio S'Acqua Callenti;
- rio Uri:
- rio S'Orciada.

## Alluvioni
Una delle alluvioni più recenti è avvenuta nell'ottobre 1951, contestualmente a delle piogge alluvionali che si registrarono nello stesso periodo in tutta la Sardegna: il Flumendosa ruppe gli argini e distrusse numerosi edifici dell'abitato di Muravera, bloccando l'attraversamento sul ponte di collegamento tra Villaputzu, San Vito e Muravera stessa, che risultarono isolate per diversi giorni, e la cui popolazione fu assistita per via aerea.